# إيثان كوتكوسكي
إيثان كوتكوسكي (بالإنجليزية: Ethan Cutkosky)‏ مواليد 19 أغسطس 1999 في سانت تشارلز، الولايات المتحدة، هو ممثل أمريكي بدأ مسيرته الفنية سنة 2003.

## الأعمال

### أفلام
- الإدانة (2010)

### مسلسلات
- القانون والنظام: الوحدة الخاصة للضحايا (2013)

## روابط خارجية
- إيثان كوتكوسكي على موقع IMDb (الإنجليزية)
- إيثان كوتكوسكي على موقع ميوزك برينز (الإنجليزية)
- إيثان كوتكوسكي على موقع قاعدة بيانات الفيلم (الإنجليزية)